# Salagena tessellata
Salagena tessellata is een vlinder uit de familie van de Metarbelidae. De wetenschappelijke naam van de soort is voor het eerst gepubliceerd in 1897 door William Lucas Distant.
De soort komt voor in Kenia, Tanzania, Zuid-Afrika en Eswatini.